# Gobiopterus
A Gobiopterus a csontos halak (Osteichthyes) főosztályának a sugarasúszójú halak (Actinopterygii) osztályába, ezen belül a sügéralakúak (Perciformes) rendjébe, a gébfélék (Gobiidae) családjába és a Gobionellinae alcsaládjába tartozó nem.

## Rendszerezés
A nembe az alábbi 10 faj tartozik:
- Gobiopterus birtwistlei (Herre, 1935)
- Gobiopterus brachypterus (Bleeker, 1855)
- Gobiopterus chuno (Hamilton, 1822)
- Gobiopterus lacustris (Herre, 1927)
- Gobiopterus macrolepis Cheng, 1965
- Gobiopterus mindanensis (Herre, 1944)
- Gobiopterus panayensis (Herre, 1944)
- Gobiopterus semivestitus (Munro, 1949)
- Gobiopterus smithi (Menon & Talwar, 1973)
- Gobiopterus stellatus (Herre, 1927)